# Алкманова строфа
Алкма́нова строфа́ — в античной метрике, двустрочная или четырёхстрочная строфа, в строках которой чередуются дактилический каталектический гекзаметр и алкманов стих (одиннадцатисложный усечённый дактилический тетраметр). Например:
—́UU | —́UU | —́ UU | —́UU | —́UU | —́X
—́UU | —́UU | —́ UU | —́—
Tḗ mărĭs ḗt tērrǣ́ nŭmĕrṓquĕ cărḗntĭs hărḗnǣ
mḗnsōrḗm cŏhĭbḗnt, Ārchȳ́tă,
pū́lvĕrĭs ḗxīguī́ prŏpĕ lā́tūm pā́rvă Mătī́nŭm
mū́nĕră, nḗc quīdquā́m tĭbĭ prṓdēst
О́ измери́тель песко́в несчётных и мо́ря и су́ши,
Ты́, Архи́т, заключа́ешься ны́не
В не́скольких го́рстях песка́ на бре́ге мати́нском, и мно́го ль
По́льзы тебе́ принесло́ стремле́нье.
(Гораций, Ода I.28 «К Архиту Тарентскому», 1—4).
В латинском стихосложении в алкмановой строфе допускается замена дактилей (—́UU) спондеями — стопами из двух долгих слогов (—́—). Так, в примере выше (в латинском оригинале) заменены спондеями 2-я стопа первой строки, 1-я и 3-я стопа второй строки, 2-я и 4-я стопа третьей строки и 2-я стопа четвёртой строки.
Называется по имени Алкмана, древнегреческого поэта VII века до н. э. Использовалась редко, однако к ней обращались такие античные авторы, как Архилох, Гораций (например, в Эподе XII и в выше процитированной оде к Архиту), Сенека и др.